# Campeonato da Europa de Atletismo de 2012 - 200 m feminino
A prova dos 200 metros feminino do Campeonato da Europa de Atletismo de 2012 foi disputada entre os dias 29 e 30 de junho de 2012 no Estádio Olímpico de Helsinque em Helsinque,  na Finlândia. 

## Recordes
Antes desta competição, os recordes mundiais e do campeonato nesta prova eram os seguintes:
|                       | Nome                        | Nacionalidade  | Tempo  | Local             | Data                                     |
| --------------------- | --------------------------- | -------------- | ------ | ----------------- | ---------------------------------------- |
| Recorde mundial       | Florence Griffith Joyner    | Estados Unidos | 21s 34 | Seul              | 29 de setembro de 1988                   |
| Recorde do campeonato | Heike Drechsler             | Alemanha       | 21s 71 | Estugarda         | 29 de agosto de 1986                     |
| Recorde europeu       | Marita Koch Heike Drechsler | Alemanha       | 21s 71 | Potsdam Estugarda | 21 de julho de 1984 29 de agosto de 1986 |

## Medalhistas
| Ouro                 | Prata               | Bronze               |
| Mariya Ryemyen (UKR) | Hrystyna Stuy (UKR) | Myriam Soumaré (FRA) |

## Cronograma
Todos os horários são locais (UTC+3).
| Data        | Hora  | Evento    |
| ----------- | ----- | --------- |
| 29 de junho | 14:00 | Bateria   |
| 29 de junho | 20:55 | Semifinal |
| 30 de junho | 20:50 | Final     |

## Resultados

### Bateria
Qualificação: 4 atletas de cada bateria  (Q) mais os  4 melhores qualificados (q). 
| Posição | Bateria | Raia | Atleta                 | Nacionalidade | Tempo | Notas |
| ------- | ------- | ---- | ---------------------- | ------------- | ----- | ----- |
| 1       | 4       | 6    | Mariya Ryemyen         | Ucrânia       | 22.77 | Q     |
| 2       | 4       | 7    | Gloria Hooper          | Itália        | 22.95 | Q,    |
| 3       | 2       | 5    | Viktoriya Pyatachenko  | Ucrânia       | 22.96 | Q     |
| 4       | 5       | 7    | Abiodun Oyepitan       | Grã-Bretanha  | 23.05 | Q     |
| 5       | 2       | 3    | Léa Sprunger           | Suíça         | 23.08 | Q,    |
| 6       | 2       | 6    | Lina Jacques-Sébastien | França        | 23.09 | Q     |
| 7       | 1       | 7    | Myriam Soumaré         | França        | 23.10 | Q     |
| 8       | 3       | 5    | Dafne Schippers        | Países Baixos | 23.11 | Q     |
| 9       | 4       | 5    | Hanne Claes            | Bélgica       | 23.26 | Q,    |
| 10      | 3       | 2    | Hrystyna Stuy          | Ucrânia       | 23.30 | Q     |
| 11      | 1       | 3    | Jamile Samuel          | Países Baixos | 23.35 | Q     |
| 11      | 5       | 3    | Eleni Artymata         | Chipre        | 23.35 | Q     |
| 13      | 2       | 7    | Yekaterina Voronenkova | Rússia        | 23.37 | Q     |
| 14      | 4       | 4    | Johanna Danois         | França        | 23.42 | Q     |
| 15      | 4       | 3    | Nimet Karakuş          | Turquia       | 23.50 | q, =  |
| 16      | 3       | 6    | Andreea Ograzeanu      | Roménia       | 23.54 | Q     |
| 17      | 1       | 2    | María Belibasáki       | Grécia        | 23.55 | Q     |
| 18      | 5       | 4    | Ivet Lalova            | Bulgária      | 23.58 | Q     |
| 19      | 1       | 5    | Marika Popowicz        | Polónia       | 23.64 | Q     |
| 20      | 3       | 3    | Olivia Borlée          | Bélgica       | 23.77 | Q     |
| 21      | 2       | 2    | Kateřina Čechová       | Chéquia       | 23.78 | q     |
| 22      | 5       | 6    | Inna Weit              | Alemanha      | 23.89 | Q     |
| 23      | 3       | 4    | Kristina Žumer         | Eslovênia     | 23.95 | q     |
| 24      | 1       | 6    | Éva Kaptur             | Hungria       | 23.97 | q     |
| 25      | 3       | 7    | Sónia Tavares          | Portugal      | 24.00 |       |
| 26      | 4       | 2    | Amy Foster             | Irlanda       | 24.04 |       |
| 27      | 1       | 4    | Anna Hämäläinen        | Finlândia     | 24.14 |       |
| 28      | 5       | 2    | Jacqueline Gasser      | Suíça         | 24.18 |       |
| 29      | 2       | 4    | Diane Borg             | Malta         | 24.68 |       |
| 30      | 5       | 5    | Sònia Villacampa       | Andorra       | 27.90 |       |

### Semifinal
Qualificação: 2 atletas de cada bateria  (Q) mais os  2 melhores qualificados (q). 
| Posição | Bateria | Raia | Atleta                 | Nacionalidade | Tempo | Notas                |
| ------- | ------- | ---- | ---------------------- | ------------- | ----- | -------------------- |
| 1       | 1       | 4    | Dafne Schippers        | Países Baixos | 22.70 | Q,                   |
| 2       | 2       | 6    | Mariya Ryemyen         | Ucrânia       | 22.82 | Q                    |
| 3       | 1       | 5    | Viktoriya Pyatachenko  | Ucrânia       | 23.04 | Q                    |
| 4       | 3       | 3    | Myriam Soumaré         | França        | 23.04 | Q                    |
| 5       | 3       | 5    | Hrystyna Stuy          | Ucrânia       | 23.08 | Q                    |
| 6       | 3       | 4    | Jamile Samuel          | Países Baixos | 23.13 | q                    |
| 7       | 1       | 6    | Eleni Artymata         | Chipre        | 23.21 | q                    |
| 8       | 3       | 6    | Abiodun Oyepitan       | Grã-Bretanha  | 23.22 |                      |
| 9       | 3       | 7    | Ivet Lalova            | Bulgária      | 23.26 | Recorde da temporada |
| 10      | 1       | 8    | María Belibasáki       | Grécia        | 23.31 |                      |
| 11      | 2       | 8    | Johanna Danois         | França        | 23.40 | Q                    |
| 12      | 1       | 3    | Lina Jacques-Sébastien | França        | 23.45 |                      |
| 13      | 2       | 4    | Léa Sprunger           | Suíça         | 23.49 |                      |
| 14      | 1       | 7    | Marika Popowicz        | Polónia       | 23.58 |                      |
| 15      | 3       | 8    | Yekaterina Voronenkova | Rússia        | 23.61 |                      |
| 16      | 3       | 2    | Kateřina Čechová       | Chéquia       | 23.64 |                      |
| 17      | 1       | 2    | Olivia Borlée          | Bélgica       | 23.66 |                      |
| 18      | 2       | 7    | Andreea Ograzeanu      | Roménia       | 23.66 |                      |
| 19      | 2       | 5    | Hanne Claes            | Bélgica       | 23.68 |                      |
| 20      | 2       | 2    | Inna Weit              | Alemanha      | 23.95 |                      |
| 21      | 1       | 1    | Kristina Žumer         | Eslovênia     | 24.20 |                      |
| 22      | 2       | 1    | Éva Kaptur             | Hungria       | 24.44 |                      |
| 23      | 2       | 3    | Gloria Hooper          | Itália        | DSQ   |                      |
| 24      | 3       | 1    | Nimet Karakuş          | Turquia       | DNS   |                      |

### Final
| Posição           | Raia | Atleta                | Nacionalidade | Tempo | Notas |
| ----------------- | ---- | --------------------- | ------------- | ----- | ----- |
| Medalha de ouro   | 3    | Mariya Ryemyen        | Ucrânia       | 23.05 |       |
| Medalha de prata  | 7    | Hrystyna Stuy         | Ucrânia       | 23.17 |       |
| Medalha de bronze | 5    | Myriam Soumaré        | França        | 23.21 |       |
| 4                 | 6    | Viktoriya Pyatachenko | Ucrânia       | 23.25 |       |
| 5                 | 4    | Dafne Schippers       | Países Baixos | 23.53 |       |
| 6                 | 1    | Jamile Samuel         | Países Baixos | 23.55 |       |
| 7                 | 2    | Eleni Artymata        | Chipre        | 23.59 |       |
| 8                 | 8    | Johanna Danois        | França        | 23.61 |       |

Legenda
| Recorde mundial       | Recorde mundial (World record)               |                       | Recorde africano                      | Recorde africano (African) |                                           | Q | Classificado por posição (Qualified) |
| Recorde do campeonato | Recorde do campeonato (Championship record)  | Recorde da América    | Recorde da América (Americas)         | q                          | Classificado por melhor tempo (Qualified) |   |                                      |
| Melhor marca do ano   | Melhor marca do ano (World leading)          | Recorde asiático      | Recorde asiático (Asian)              | DNS                        | Não largou (Did not start)                |   |                                      |
| Recorde nacional      | Recorde nacional (National record)           | Recorde europeu       | Recorde europeu (European)            | DNF                        | Não terminou (Did not finish)             |   |                                      |
| Recorde pessoal       | Recorde pessoal do atleta (Personal best)    | Recorde da Oceania    | Recorde da Oceania (Oceania)          | DSQ / DQ                   | Desclassificado (Disqualified)            |   |                                      |
| Recorde da temporada  | Recorde da temporada do atleta (Season best) | Recorde sul-americano | Recorde sul-americano (South America) | NM                         | Sem marca (No mark)                       |   |                                      |